# Harry Kantor
Harry Kantor (* 2. Juni 1911; † 31. Dezember 1985 in Gainesville, Florida) war ein US-amerikanischer Historiker und Politikwissenschaftler.

## Leben und Wirken
Harry Kantor studierte Geschichte und Politikwissenschaft an der University of Illinois und erwarb hier den Bachelorgrad. Den Magistergrad erwarb er an der University of Wisconsin-Madison. Anschließend promovierte er zum Ph.D. an der University of California at Los Angeles. Von 1952 bis 1968 hatte er eine Professor an der University of Florida inne. Zuletzt lehrte er an der Marquette University in Milwaukee. Kantor wurde in Lehre und Forschung sowie in seinen Veröffentlichungen ein Experte für Politik und Gesellschaft in Lateinamerika. Insbesondere beschäftigte er sich mit Costa Rica und Peru. Er hielt sich dort in verschiedenen Staaten des Öfteren auf. Nicht zuletzt dank seiner Sprachkenntnisse erwarb er gute persönliche Kontakte zu dortigen führenden Politikern.

## Veröffentlichungen
- The Aprista search for a program applicable to Latin America. In: Western political quarterly, Bd. 5 (1952), S. 578–584.
- A „New Deal“ government for Costa Rica. In: World Affairs, Bd. 117 (1954), S. 1–11.
- The struggle for democracy in Costa Rica. In: South Atlantic Quarterly, Bd. 55 (1956), S. 12–18.
- The Costa Rican election of 1953. A case study. University of Florida Press, Gainesville 1958.
- The Development of Acción Democrática de Venezuela. In: Journal of Inter-American studies, Bd. 1 (1959), S. 237–255.
- Contemporary government in Central America. In: A. Curtis Wilgus (Hrsg.): The Caribbean. The Central American area. University of Florida University Press, Gainesville 1961, S. 103–114.
- Aprismo. Peru’s indigenous political theory. In: John D. Martz (Hrsg.): The dynamics of change in Latin American politics. Prentice-Hall, Englewood Cliffs 1965, S. 86–94.
- The ideology and program of the Peruvian Aprista movement. Saville, Washington 1966.
- Patterns of politics and political systems in Latin America. McNally, Chicago 1969.
- Efforts made by various Latin American countries to limit the power of the president. In: Arend Lijphart (Hrsg.): Parliamentary versus presidential government. Oxford University Press, Oxford 1992, S. 100–110, ISBN 0-19-878043-5.

Außerdem veröffentlichte er Aufsätze in spanischer Sprache in verschiedenen Zeitschriften.
Festschrift
- Howard J. Wiarda (Hrsg.): The continuing struggle for democracy in Latin America. Essays in honor of Harry Kantor. Westview Press, Boulder, Colo. 1980, ISBN 0-89158-663-6.